# Chiến binh Báo Đen: Wakanda bất diệt
Chiến binh Báo Đen: Wakanda bất diệt (tựa gốc tiếng Anh: Black Panther: Wakanda Forever) là một bộ phim siêu anh hùng của Hoa Kỳ công chiếu năm 2022, dựa trên nhân vật Black Panther của Marvel Comics, được sản xuất bởi Marvel Studios và phân phối bởi Walt Disney Studios Motion Pictures. Đây là phần phim tiếp theo của Chiến binh Báo Đen (2018) và là bộ phim điện ảnh thứ 30 kết thúc Giai đoạn 4 trong Vũ trụ Điện ảnh Marvel (MCU). Bộ phim được đạo diễn bởi Ryan Coogler, người đồng viết kịch bản với Joe Robert Cole, và các diễn viên Letitia Wright trong vai Shuri / Black Panther, cùng với Lupita Nyong'o, Danai Gurira, Winston Duke, Florence Kasumba, Dominique Thorne, Michaela Coel, Tenoch Huerta Mejía, Martin Freeman, Julia Louis-Dreyfus và Angela Bassett. Trong phim, các nhà lãnh đạo của Wakanda chiến đấu để bảo vệ quốc gia của họ sau cái chết của Vua T'Challa.
Ý tưởng cho phần tiếp theo bắt đầu sau khi phát hành Chiến binh Báo Đen vào tháng 2 năm 2018. Coogler đã đàm phán để trở lại làm đạo diễn trong những tháng tiếp theo, và Marvel Studios chính thức xác nhận việc phát triển phần tiếp theo vào giữa năm 2019. Kế hoạch cho bộ phim đã thay đổi vào tháng 8 năm 2020 khi ngôi sao chính của Chiến binh Báo Đen Chadwick Boseman qua đời vì ung thư ruột kết, với việc Marvel quyết định không tái diễn vai T'Challa của anh ấy. Các diễn viên chính khác từ bộ phim đầu tiên đã được xác nhận sẽ trở lại vào tháng 11 năm đó và tựa phim được công bố vào tháng 5 năm 2021. Quá trình sản xuất ban đầu diễn ra từ cuối tháng 6 đến đầu tháng 11 năm 2021, tại Atlanta và Brunswick, Georgia, cũng như xung quanh Massachusetts, trước khi gián đoạn để cho phép Wright hồi phục chấn thương trong quá trình quay phim. Việc sản xuất tiếp tục vào giữa tháng 1 năm 2022 và kết thúc vào cuối tháng 3 tại Puerto Rico.
Chiến binh Báo Đen: Wakanda bất diệt được công chiếu lần đầu tại Rạp El Capitan và Nhà hát Dolby ở Hollywood vào ngày 26 tháng 10 năm 2022 và sẽ phát hành tại Hoa Kỳ vào ngày 11 tháng 11 năm 2022, và là bộ phim điện ảnh cuối cùng kết thúc Giai đoạn 4 của MCU. Bộ phim đã nhận về những lời khen ngợi từ giới chuyên môn, đặc biệt là về diễn xuất của các diễn viên, nhạc phim, cách chỉ đạo bộ phim của Coogler, tiết tấu các phân cảnh hành động và cảm xúc, và quan trọng nhất là lời tri ân hoàn toàn thuyết phục với Chadwick Boseman. Bộ phim này đã thu về hơn 772 triệu USD trên toàn thế giới, trở thành bộ phim có doanh thu cao thứ năm trong năm 2022. Ngoài việc thành công về mặt thương mại, bộ phim còn được đề cử một số giải thưởng cao quý, bao gồm năm đề cử của giải Oscar lần thứ 95, trong đó có hạng mục Nữ diễn viên phụ xuất sắc nhất cho Bassett và hạng mục Ca khúc trong phim hay nhất cho ca khúc "Lift Me Up" của Rihanna.

## Nội dung
T'Challa, vua của Wakanda, đang mắc một căn bệnh mà em gái của anh Shuri tin rằng có thể chữa khỏi bằng "tâm hình thảo". Shuri đã cố gắng tái tạo tổng hợp loại thảo mộc này sau khi nó bị Killmonger phá hủy, nhưng không thành công trước khi anh qua đời.
Một năm sau, Wakanda chịu áp lực từ các quốc gia khác trong việc chia sẻ vibranium của họ, với một số bên cố gắng đánh cắp nó bằng vũ lực. Nữ hoàng Ramonda cầu xin Shuri tiếp tục nghiên cứu về loại thảo mộc hình trái tim, với hy vọng tạo ra một Black Panther mới để bảo vệ Wakanda, nhưng cô ấy từ chối vì tin rằng Black Panther là một nhân vật của quá khứ. Ở Đại Tây Dương, CIA và Lực lượng đặc nhiệm SEAL của Hải quân Hoa Kỳ sử dụng máy phát hiện vibranium để xác định vị trí trữ lượng vibranium tiềm năng dưới nước. Đoàn thám hiểm bị tấn công và giết chết bởi một nhóm dị nhân thở dưới nước da xanh do Namor lãnh đạo, CIA tin rằng Wakanda phải chịu trách nhiệm. Namor đối mặt với Ramonda và Shuri, dễ dàng vượt qua hệ thống an ninh tối tân của Wakanda. Đổ lỗi cho Wakanda về trữ lượng vibranium, anh ta đưa ra tối hậu thư cho họ: giao cho anh ta nhà khoa học chịu trách nhiệm về cỗ máy phát hiện vibranium, nếu không anh ta sẽ tấn công Wakanda.
Shuri và Okoye biết được từ đặc vụ CIA Everett K. Ross rằng nhà khoa học được đề cập là sinh viên MIT Riri Williams và đến trường đại học để gặp cô ấy. Cả nhóm bị truy đuổi bởi FBI và sau đó là các chiến binh của Namor, những người đã đánh bại Okoye trước khi đưa Shuri và Williams xuống nước để gặp Namor. Tức giận vì Okoye không bảo vệ được Shuri, Ramonda tước bỏ danh hiệu tướng quân của Dora Milaje và tìm kiếm Nakia, người đã sống ở Haiti kể từ sự kiện Cú búng tay. Namor cho Shuri thấy vương quốc Talokan dưới nước giàu vibranium của mình, mà ông đã bảo vệ trong nhiều thế kỷ khỏi sự khám phá của thế giới. Cay đắng với thế giới bề mặt vì đã bắt người Maya làm nô lệ , Namor đề xuất liên minh với Wakanda để chống lại phần còn lại của thế giới nhưng đe dọa sẽ hủy diệt Wakanda trước nếu họ từ chối. Nakia giúp Shuri và Williams trốn thoát, còn Namor trả đũa bằng một cuộc tấn công chống lại Wakanda, trong đó Ramonda chết đuối để cứu Williams. Namor thề sẽ trở lại sau một tuần với đầy đủ quân đội của mình, và các công dân của Wakanda chuyển đến vùng núi Jabari để đảm bảo an toàn cho họ. Trong khi đó, Ross bị vợ cũ và giám đốc CIA, Valentina Allegra de Fontaine, bắt giữ vì bí mật trao đổi thông tin tình báo mật với người Wakanda.
Sau đám tang của Ramonda, Shuri sử dụng phần còn lại của loại thảo mộc đã mang lại cho người dân Namor khả năng siêu phàm của họ để tái tạo lại loại thảo mộc hình trái tim và ăn nó, đạt được khả năng siêu phàm và gặp Killmonger trong Máy bay Tổ tiên , kẻ đã thúc giục cô trả thù. Shuri mặc một bộ đồ Black Panther mới và được các bộ tộc Wakandan khác chấp nhận là Black Panther. Bất chấp lời kêu gọi hòa bình của M'Baku, Shuri quyết tâm trả thù Namor vì cái chết của Ramonda và ra lệnh phản công ngay lập tức vào Talokan. Chuẩn bị cho trận chiến, với việc Ayo đảm nhận vị trí tướng quân của Dora Milaje, Shuri trao bộ giáp Thiên thần nửa đêm cho Okoye, người lần lượt tuyển mộ thành viên Dora Aneka để tham gia cùng cô ấy. Williams tạo ra một bộ áo giáp hỗ trợ theo phong cách Người Sắt để hỗ trợ người dân Wakanda.
Người Wakanda dụ Namor và các chiến binh của anh ta lên mặt đất khi một trận chiến xảy ra. Shuri bẫy Namor trong một chiếc máy bay chiến đấu, với ý định làm anh ta kiệt sức và suy yếu. Cặp đôi gặp nạn trên một bãi biển sa mạc và đánh nhau. Shuri chiếm thế thượng phong, nhưng nhận ra điểm tương đồng giữa con đường của họ và cầu xin Namor nhượng bộ, đề nghị anh ta thành lập một liên minh hòa bình. Namor chấp nhận, và trận chiến kết thúc. Em họ của Namor, Namora, khó chịu trước sự đầu hàng của Namor, nhưng Namor trấn an cô ấy rằng liên minh mới của họ sẽ cho phép họ chinh phục thế giới bề mặt vào một ngày nào đó. Williams trở lại MIT, bỏ lại bộ đồ của cô ấy, trong khi Okoye giải cứu Ross khỏi bị giam cầm. Shuri trồng thêm các loại thảo mộc hình trái tim để đảm bảo tương lai của lớp áo Black Panther. Khi Shuri vắng mặt, M'Baku bước tới để thách thức ngai vàng. Shuri đến thăm Nakia ở Haiti, nơi cô đốt chiếc áo choàng tang lễ của mình theo nguyện vọng của Ramonda, cuối cùng cho phép mình tiếc thương T'Challa.
Trong một cảnh mid-credit, Shuri biết rằng Nakia và T'Challa có một cậu con trai tên là Toussaint, người mà Nakia đã bí mật nuôi nấng để tránh xa áp lực của ngai vàng. Toussaint tiết lộ tên Wakandan của mình là T'Challa.

## Diễn viên
- Letitia Wright trong vai Shuri / Báo Đen:
Công chúa của  Wakanda, người thiết kế công nghệ mới cho quốc gia.[5] Wright được giao một vai lớn hơn trong phim sau cái chết của Chadwick Boseman, người đã đóng vai chính trên các phương tiện truyền thông MCU trước đó với tư cách là anh trai của Shuri, T'Challa / Báo Đen.[6] Wright cho biết Shuri chuyển sang công nghệ của cô ấy như một cách để làm buồn T'Challa.[7]
- Lupita Nyong'o trong vai Nakia:
Người tình cũ của T'Challa, một điệp viên ngầm của Wakanda, từ Bộ lạc Sông nước.[6]  Nyong'o cho biết Nakia đã "trưởng thành" sau cả Blip và cái chết của T'Challa, giải thích rằng "các ưu tiên của nhân vật của cô ấy đã thay đổi và sắc nét hơn" trong khi nói thêm rằng Nakia vẫn là "người bạn muốn gọi khi bạn 'đang gặp rắc rối'.[8]
- Danai Gurira trong vai Okoye:
Thủ lĩnh đội quân Dora Milaje, lực lượng đặc biệt toàn nữ của Wakanda. Okoye sau đó đảm nhận vai trò Midnight Angels, cùng với Aneka. Trong phim tiết lộ rằng chồng của Okoye, W'Kabi, đã bị bỏ tù sau các sự kiện của phần phim trước.[9] Gurira cho biết bộ phim sẽ khám phá "nhiều khía cạnh" trong con người của Okoye.[10]
- Winston Duke trong vai M'Baku:
Một chiến binh mạnh mẽ, là thủ lĩnh của bộ tộc miền núi Wakanda, Jabari.[6] Duke chỉ ra rằng sau khi Jabari tham gia vào các sự kiện của Avengers: Infinity War (2018) và Avengers: Endgame (2019), bộ tộc không còn nữa bị cô lập với phần còn lại của Wakanda. Anh cũng cảm thấy M'Baku đang cố gắng "[tìm ra] cách tiến lên phía trước" trong thế giới mới này cho Wakanda, giống như nhiều người trong thế giới thực đang cố gắng làm liên quan đến đại dịch COVID-19.[11]
- Dominique Thorne trong vai Riri Williams / Ironheart:
Một sinh viên MIT, và nhà phát minh thiên tài đến từ Chicago, người đã tạo ra một bộ giáp cạnh tranh với cái được chế tạo bởi Tony Stark / Người Sắt.[12][7] Giám đốc Ryan Coogler lưu ý rằng Williams là  foil với Shuri, thêm vào "có một điểm giống nhau" giữa cả hai, nhưng "cũng rất, rất khác biệt",[13] với mối quan hệ của Williams và Shuri đại diện cho một cuộc khám phá tương tự về "sự đa dạng của trải nghiệm Da đen" như T'Challa và Killmonger đã có mối quan hệ trong Chiến binh Báo Đen (2018).[7]
- Florence Kasumba trong vai Ayo: Một thành viên và chỉ huy thứ hai, người sau này trở thành tướng quân của Dora Milaje sau khi Okoye bị tước bỏ nhiệm vụ. Cô ấy có quan hệ tình cảm với Aneka.[14]
- Michaela Coel trong vai Aneka:
Một chiến binh người Wakanda và là thành viên của Dora Milaje. Aneka sau đó đảm nhận vai trò của các Thiên thần lúc nửa đêm, cùng với Okoye. Aneka có quan hệ tình cảm với Ayo.[7] Coel bị thu hút bởi một nhân vật kỳ dị như trong truyện tranh và Coogler đã mô tả Aneka là "một kẻ nổi loạn".[15]
- Tenoch Huerta Mejía trong vai Namor:
Vua của Talokan, một nền văn minh cổ đại gồm những người sống dưới nước,[16][13] người gọi anh là rắn lông vũ thần K'uk'ulkan.[17] Huerta cho biết Namor quyết định tham gia vào thế giới bề mặt sau khi T'Challa công khai sự thật của Wakanda ở cuối phim đầu tiên, do đó, đặt Talokan vào tình thế "nguy hiểm", khiến Namor và người dân của anh phải "hành động để tự bảo vệ mình". Huerta cũng xác nhận rằng nhân vật này là một dị nhân như trong truyện tranh.[18] Huerta gọi Namor là phản anh hùng,[19] giải thích rằng điều quan trọng đối với cả anh ấy và Coogler là phải nhân hóa nhân vật bằng cách làm cho động cơ của anh ấy trở nên dễ hiểu mặc dù anh ấy có một vai phản diện trong phim.[20] Coogler đã say mê đưa vào vai" thực sự độc đáo "của Namor các tính năng "trong truyện tranh, bao gồm cả đôi cánh mắt cá chân và đôi tai nhọn của anh ấy.[13] Anh ấy cũng mô tả nhân vật này là" một kẻ khốn nạn, lãng mạn và vô cùng mạnh mẽ ".[7] Huerta đã học ngôn ngữ Maya cho vai diễn,[21] cũng như học cách bơi.[22]
- Martin Freeman trong vai Everett K. Ross: Một đặc vụ của Cục Tình báo Trung ương (CIA).[23]
- Julia Louis-Dreyfus trong vai Valentina Allegra de Fontaine: Giám đốc không rõ ràng về mặt đạo đức của Cục Tình báo Trung ương, và là vợ cũ của Ross.[24]
- Angela Bassett trong vai Ramonda: Thái hậu của Wakanda, người đang đau buồn trước cái chết của con trai bà T'Challa.[6] Bassett giải thích rằng Ramonda sẽ cố gắng cân bằng việc lãnh đạo người dân của mình, làm mẹ của Shuri và giữ cho Wakanda "trong vòng vây", tất cả trong khi đau buồn về cái chết của T'Challa, đó là "rất nhiều việc để cô ấy phải xử lý".[7]

Ngoài ra, Michael B. Jordan đóng lại vai diễn N'Jadaka / Erik "Killmonger" Stevens trong các lần xuất hiện trước đó của MCU; Isaach de Bankolé, Dorothy Steel (trong vai diễn cuối cùng, sau khi bà qua đời), và Danny Sapani lần lượt thể hiện lại vai trò của họ là Bộ lạc Sông nước ở Wakanda, Bộ lạc Thương nhân, và các trưởng lão Bộ tộc Biên giới. Connie Chiume đảm nhận vai Zawavari, trước đây là Trưởng lão Bộ tộc Khai thác, nhưng giờ là Trưởng lão Chính khách, đảm nhận vai do Zuri đảm nhận từ phần phim đầu tiên; diễn viên hài Trevor Noah cũng đảm nhận vai AI Griot của Shuri. Mabel Cadena đóng vai Namora, em họ của Namor, trong khi Alex Livinalli đóng vai chiến binh Talokan Attuma, và María Mercedes Coroy đóng vai Công chúa Fen, mẹ của Namor. Lake Bell (người trước đây đã lồng tiếng cho Natasha Romanoff / Black Widow trong loạt phim hoạt hình What If...? của Marvel Studios) và Robert John Burke lần lượt xuất hiện trong vai Tiến sĩ Graham và Smitty, một cặp quan chức CIA phụ trách hoạt động khai thác vibranium. Richard Schiff xuất hiện với tư cách là Ngoại trưởng Hoa Kỳ, trong khi Kamaru Usman xuất hiện với tư cách là sĩ quan hải quân. Đoạn phim lưu trữ từ các phim MCU trước đây của Boseman trong vai T'Challa / Black Panther được sử dụng trong đoạn kết của phim, với Divine Love Konadu-Sun xuất hiện trong cảnh mid-credit với vai Toussaint, con trai của T'Challa và Nakia.

## Sản xuất

### Phát triển
Với việc phát hành Chiến binh Báo Đen vào tháng 2 năm 2018, nhà sản xuất Kevin Feige cho biết có "rất nhiều câu chuyện" để kể về nhân vật này, và ông muốn đạo diễn kiêm đồng biên kịch Ryan Coogler quay trở lại cho bất kỳ phần tiếp theo nào; Marvel Studios muốn giữ đội ngũ sáng tạo càng nguyên vẹn càng tốt, trong khi chủ tịch Alan F. Horn của Walt Disney Studios, mặc dù cảm thấy còn quá sớm để thảo luận về phần tiếp theo, cũng tích cực về mong muốn có Coogler trở lại. với tư cách là giám đốc. Coogler muốn xem T'Challa / Black Panther của Chadwick Boseman như thế nàosẽ phát triển như một vị vua trong các bộ phim tương lai, vì triều đại của ông chỉ mới bắt đầu gần đây trong Vũ trụ Điện ảnh Marvel (MCU) trái ngược với truyện tranh mà ông đã làm vua từ khi còn nhỏ. Vào tháng 3 năm 2018, Feige cho biết không có gì cụ thể để tiết lộ về phần tiếp theo, nhưng Marvel có ý tưởng và "hướng đi khá vững chắc" về nơi họ muốn thực hiện phần phim thứ hai. Tháng đó, đại diện của Boseman, Michael Greene, đang đàm phán để nam diễn viên trở lại với vai T'Challa trong hai phần tiếp theo của Black Panther đã được lên kế hoạch với mức thù lao được báo cáo lần lượt là 10 triệu đô la và 20 triệu đô la. Đến tháng 10, Coogler đã hoàn tất thỏa thuận viết và đạo diễn phần tiếp theo của Black Panther. Mặc dù cả Marvel và Coogler luôn có ý định hợp tác trở lại sau thành công của bộ phim đầu tiên, nhưng Coogler vẫn tránh lao vào một thỏa thuận. Các cuộc đàm phán với Coogler đã được hoàn thành "trong tầm ngắm" trong những tháng sau khi bộ phim đầu tiên ra mắt. Anh ấy dự kiến sẽ bắt đầu viết phần tiếp theo vào năm 2019, trước khi bắt đầu quay phim theo kế hoạch vào cuối năm 2019 hoặc đầu năm 2020.
Vào tháng 11 năm 2018, Letitia Wright đã được xác nhận sẽ đóng lại vai Shuri, em gái của T'Challa cho phần tiếp theo. Khi Angela Bassett, người đóng vai Ramonda trong Black Panther, được hỏi liệu dàn diễn viên chính có trở lại cho phần tiếp theo hay không, chồng của cô ấy là Courtney B. Vance nói rằng họ sẽ làm. Anh ấy nói điều này bao gồm cả Michael B. Jordan trong vai Killmonger, người đã bị giết trong bộ phim đầu tiên, và Bassett đồng ý. Feige đã bác bỏ tuyên bố của Vance vào tháng 6 năm 2019 là "tin đồn thuần túy", nói rằng không có kế hoạch thiết lập cho bộ phim vì Coogler chỉ mới bắt đầu phác thảo nó và chưa chia sẻ kế hoạch của mình với Feige hoặc nhà đồng sản xuất Nate Moore. Tháng sau, John Kani bày tỏ sự quan tâm đến việc đóng lại vai T'Chaka , cha của T'Challa trong phim, và Danai Gurira nói rằng Coogler đã xác nhận rằng cô ấy sẽ đóng lại vai Okoye trong phần tiếp theo. Feige xác nhận sự phát triển của phần tiếp theo tại San Diego Comic-Con 2019, trong khi Martin Freemanvào tháng 8 đã xác nhận rằng anh sẽ đóng lại vai Everett K. Ross trong phần tiếp theo. Ngày phát hành là ngày 6 tháng 5 năm 2022, được công bố tại D23 cùng với tiêu đề giữ chỗ Black Panther II. Feige cho biết Coogler đã hoàn thành việc xử lý kịch bản cho bộ phim bao gồm một nhân vật phản diện và tiêu đề mới. Vào cuối năm 2019, Ruth E. Carter xác nhận rằng cô ấy sẽ trở lại từ bộ phim đầu tiên với tư cách là nhà thiết kế trang phục cho phần tiếp theo và nói rằng cô ấy đã chuẩn bị bắt đầu làm việc đó vào "mùa thu". Feige, Boseman và Coogler đã thảo luận về việc điều chỉnh các yếu tố trong màn trình diễn "Gung ho" T'Challa của Boseman trong tập thứ hai của What If...? cho bộ phim.
Vào ngày 28 tháng 8 năm 2020, Boseman qua đời vì ung thư ruột kết. Coogler nói rằng anh ấy không hề hay biết về bệnh tình của Boseman, và đã dành cả năm ngoái để "chuẩn bị, tưởng tượng và viết những từ để anh ấy nói [trong phim] rằng chúng tôi không được định gặp". Feige và các giám đốc điều hành khác tại Marvel Studios cũng không hề hay biết về bệnh tình của Boseman. Boseman, người đã gầy đi vì bệnh trong vài tuần trước khi qua đời, đã chuẩn bị để bắt đầu tăng cân trở lại vào tháng 9 năm 2020 trước khi quay phần tiếp theo vào tháng 3 năm 2021. Theo The Hollywood Reporter, các nhà quan sát trong ngành cảm thấy Disney có thể diễn lại vai diễn này, nhưng điều đó có thể tạo ra "sự phản đối kịch liệt của người hâm mộ" và sự so sánh nhanh chóng giữa các diễn viên. Một gợi ý khác là Disney nên thay đổi kế hoạch của họ và để Shuri đảm nhận lớp áo của Black Panther, xuất hiện trong truyện tranh. Vào thời điểm Boseman qua đời, Coogler đang ở giữa đang viết kịch bản và đã hoàn thành bản nháp. Vào giữa tháng 11, nhà sản xuất điều hành Victoria Alonso cho biết digital double của Boseman sẽ không được tạo ra cho bộ phim và nói thêm rằng Marvel đang dành thời gian của họ để tìm ra những gì họ sẽ làm tiếp theo và làm như thế nào. Vào cuối tháng, Lupita Nyong'o, Winston Duke và Bassett đã được xác nhận sẽ đảm nhận vai trò của họ cho phần tiếp theo là Nakia, M'Baku, và Ramonda, trong khi Tenoch Huerta đang đàm phán cho một vai phản diện. Vào thời điểm đó, dự kiến sẽ quay phim gin vào tháng 6 hoặc tháng 7 năm 2021 tại Atlanta, Georgia.
Vào tháng 12 năm 2020, ngày phát hành của bộ phim được dời lại sang ngày 8 tháng 7 năm 2022. Feige cũng xác nhận rằng vai T'Challa sẽ không được tái diễn, và cho biết phần tiếp theo sẽ khám phá thế giới và các nhân vật của phần phim đầu tiên như một cách để tôn vinh di sản mà Boseman đã giúp xây dựng. Sau đó, anh ấy tái khẳng định rằng hiệu ứng hình ảnh sẽ không được sử dụng để đưa Boseman vào phim, và cũng cho biết "cảm thấy giống như còn quá sớm để viết lại "lưu ý rằng thế giới bên ngoài và bên trong MCU vẫn đang xử lý như thế nào về sự mất mát của Boseman. Vào cuối tháng, nhà thiết kế trang điểm của Boseman, Siân Richards đã được thiết lập để quay trở lại cho phần tiếp theo, trong khi người phục vụ riêng của anh ấy Craig Anthony nói rằng anh ấy sẽ không cam kết với bộ phim do cái chết của Boseman. Nhà thiết kế tóc Deidra Dixon không chắc liệu cô ấy có trở lại sau cái chết của Boseman, cũng như cái chết của chị gái mình hay không. Feige cho biết vào tháng 1 năm 2021 rằng trọng tâm chính của phần tiếp theo luôn là khám phá thêm về các nhân vật và "các nền văn hóa con khác nhau" của Wakanda. Cùng tháng đó, Jordan cho biết anh sẵn sàng đóng lại vai Killmonger khi anh muốn quay trở lại MCU sẽ "luôn có mặt trên bàn ở một số khả năng" vì tình yêu của anh ấy dành cho nhân vật và vì đã hợp tác với Coogler. Vào tháng 2, Daniel Kaluuya nói rằng anh ấy không chắc liệu mình có làm diễn lại vai W'Kabi; cuối cùng anh ấy không tham gia do xung đột lịch trình với bộ phim Nope (2022).

### Tiền sản xuất
Vào tháng 3 năm 2021, Coogler cho biết anh vẫn đang viết kịch bản và mô tả làm việc trên bộ phim mà không có Boseman là điều khó khăn nhất mà anh từng làm trong sự nghiệp của mình. Anh ấy nói thêm rằng Boseman đã cùng nhau tổ chức bộ phim đầu tiên và bây giờ với tư cách là đạo diễn, anh ấy là người cố gắng giữ cho nó tiếp tục. Anh ấy đã có thể sử dụng lại nhiều các yếu tố trong bộ phim được lên kế hoạch của anh ấy trước khi Boseman qua đời, đồng thời kết hợp và áp dụng "các chủ đề mà những người đang bị tổn thương nhiều như tôi thực sự có thể thực hiện và thực hiện và hoàn thành ở phía bên kia".  Freeman cho biết ông sẽ sớm gặp Coogler để thảo luận về dự án. Vào tháng 4, Coogler đã viết một op-ed trong đó ông nói rằng bộ phim vẫn sẽ quay ở Georgia bất chấp tiểu bang thông qua luật Đạo luật toàn vẹn bầu cử năm 2021 gây tranh cãi. Mặc dù Coogler không ủng hộ dự luật, nhưng ông cảm thấy rằng  tẩy chay sản xuất phim ở tiểu bang sẽ có tác động tiêu cực đến những người mà lẽ ra sẽ làm việc cho bộ phim. Thay vào đó, anh ấy đã lên kế hoạch nâng cao nhận thức về cách lật ngược dự luật. Nyong'o bày tỏ sự phấn khích đối với kế hoạch của Coogler và cách mọi người liên quan đều tận tâm tiếp tục di sản của Boseman, sau đó nói rằng Coogler đã định hình lại ý tưởng của mình cho bộ phim để tôn trọng Boseman, điều mà cô ấy cảm thấy là "đúng đắn về mặt tinh thần và cảm xúc". Moore mô tả bộ phim là "cách bạn tiến lên trong khi đối phó một mất mát bi thảm. Tất cả các nhân vật, cả cũ và mới, đều phải đối mặt với việc mất mát có thể ảnh hưởng đến hành động của bạn như thế nào theo những cách gây xúc động và đáng ngạc nhiên."
Bộ phim tiếp tục khám phá các chủ đề nữ quyền từ bộ phim đầu tiên, với Nyong'o nói rằng bộ phim sẽ giải quyết "niềm tin, đam mê, tình yêu và lý lẽ" của các nhân vật phụ nữ, tạo ra "một bộ phim truyền hình mạnh mẽ". Cô ấy cũng cảm thấy rằng Wakanda là một "thế giới mà chúng tôi đang phấn đấu để đến". Bộ phim giới thiệu Namor vào MCU, đồng thời thay đổi thế giới quê hương của anh ấy từ truyện tranh, Atlantis, sang Talokan. Talokan là một nền văn minh Mesoamerica "xa hoa", ẩn mình, dưới nước, được lấy cảm hứng từ văn hóa Maya cổ đại. Các nhà sáng tạo đã làm việc với các nhà sử học và chuyên gia người Maya để khắc họa nó. Coogler lưu ý rằng Talokan tương tự như Wakanda ở chỗ nó cũng là một nền văn minh tiên tiến "ẩn mình trong tầm nhìn", với Moore nói rằng hai người "thường thấy xung đột vì họ không giống nhau. Họ là những quốc gia thích ẩn mình và cô lập, với những vị vua vô cùng quyền lực và có quan điểm mạnh mẽ về cách thế giới nên thì là ở." Hannah Beachler trở lại từ bộ phim đầu tiên với tư cách là nhà thiết kế sản xuất, lưu ý rằng cô đã "lặn sâu" để miêu tả phiên bản Atlantis này trong phim; cô ấy đã được truyền cảm hứng trực quan từ các bộ phim Jaws (1975) và Close Encounters of the Third Kind (1977), và Jack Kirby hình ảnh truyện tranh của. Carter đã bao gồm ngọc và các yếu tố thủy sinh trong trang phục của người Talokan, và các sinh vật biển như cá sư tử và cá mập được sử dụng cho chiếc mũ lông vũ của họ. Nhiều trang phục cần được thử nghiệm dưới nước với thời lượng quay phim dưới nước.
Vào tháng 5 năm 2021, Marvel Studios tiết lộ tiêu đề của bộ phim là Black Panther: Wakanda Forever, mà Ethan Anderton của / Film tin rằng là một sự tôn vinh phù hợp dành cho Boseman vì "Wakanda Forever" là trận chiến của người Wakanda. Vào cuối tháng đó, Freeman cho biết ông đã đọc kịch bản và bày tỏ sự phấn khích với nó. Vào cuối tháng 6, Edgar Luna, giám đốc phát triển kinh doanh của Worcester, Văn phòng Phát triển Kinh tế của Massachusetts, cho biết bộ phận kỹ thuật của Wakanda Forever đã đến thành phố vào tuần ngày 25 tháng 6 để dò tìm và kiểm tra các địa điểm quay phim, bao gồm tại trụ sở Sở cảnh sát Worcester.

### Quay phim
Quá trình sản xuất bắt đầu tại Trilith Studios ở Atlanta, Georgia, vào ngày 29 tháng 6 năm 2021, dưới tiêu đề Summer Break. Trước khi Boseman qua đời, quá trình quay phim đã được ấn định bắt đầu vào tháng 3 năm 2021. Khi bắt đầu quay, Feige thông báo rằng" tất cả mọi người "từ bộ phim đầu tiên dự kiến sẽ trở lại.  Autumn Durald Arkapaw đóng vai trò là nhà quay phim, sau khi làm việc này trên loạt phim Disney+ của Marvel Studios Loki, thay thế cho nhà quay phim của bộ phim đầu tiên Rachel Morrison.  Một cộng tác viên lâu năm của Coogler's, Morrison đã lên kế hoạch trở lại cho Wakanda Forever  nhưng không thể do xung đột lịch trình với phim của cô ấy ' 'Flint Strong' 'do COVID-19 đại dịch gây ra. Thảo luận về việc sử dụng anamorphic lens thay vì thấu kính hình cầu, Coogler giải thích rằng thấu kính anamorphic "làm cong hình ảnh một chút", phù hợp với bộ phim có "sương mù mất mát bao phủ"; một "mất mát sâu sắc ... có thể làm thay đổi cách nhìn của bạn về thế giới". Wright, Gurira, Nyong'o và Kasumba đã gắn bó với nhau trên phim trường trong khi giải quyết nỗi đau cho cái chết của Boseman, với Wright và Gurira đặc biệt kết nối thông qua việc đi dạo cùng nhau. Gurira mô tả cảm giác xúc động khi bước vào ngai vàng, khi cô nhớ lại những cảnh quay với Boseman trong bộ phim đầu tiên và nói rằng Coogler đã giúp cô giải quyết nỗi đau của mình. 
Vào tháng 5 năm 2021, Marvel Studios tiết lộ tiêu đề của bộ phim là Black Panther: Wakanda Forever, mà Ethan Anderton của /Film  tin rằng là một sự tôn vinh phù hợp Boseman kể từ "Wakanda Forever" là trận chiến của người Wakanda. Vào cuối tháng đó, Freeman cho biết anh đã đọc kịch bản và bày tỏ sự phấn khích với nó. Vào cuối tháng 6, Edgar Luna, giám đốc phát triển kinh doanh của Văn phòng Phát triển Kinh tế của Worcester, Massachusetts, cho biết bộ phận kỹ thuật của Wakanda Forever đã có mặt tại thành phố vào tuần 25 tháng 6. trinh sát và kiểm tra các địa điểm quay phim, bao gồm cả tại trụ sở Sở cảnh sát Worcester.
Bassett cho biết vào tháng 7 rằng kịch bản phim vẫn đang được thay đổi do cái chết của Boseman và đã trải qua ít nhất năm lần hóa thân. Cô ấy cũng cho biết rằng đồng biên kịch của bộ phim đầu tiên Joe Robert Cole đang đóng góp cho phần tiếp theo, mà Feige đã sớm xác nhận. Michaela Coel  đã tham gia vào dàn diễn viên với một vai trò không được tiết lộ. Vào tháng 8, Isaach de Bankolé được thiết lập để đảm nhiệm vai trò trưởng lão của Bộ lạc sông Wakanda, và Dominique Thorne đã bắt đầu quay các cảnh cho  Wakanda Forever  với tư cách là  Riri Williams / Ironheart trước khi đóng vai nhân vật đó trong loạt phim Disney+ Ironheart. Việc quay phim trong tháng đó dự kiến sẽ diễn ra tại Học viện Công nghệ Massachusetts (MIT) và ở Worcester, với ekip sản xuất đang chuẩn bị quay cảnh rượt đuổi bằng ô tô ở Worcester vào ngày 18 tháng 8. Một cảnh rượt đuổi được quay tại Đường hầm Ernest A. Johnson vào ngày 23 và 24 tháng 8. Vào ngày 25 tháng 8, Wright đã phải nhập viện tạm thời với những vết thương nhẹ do tai nạn khi quay một diễn viên đóng thế ở Boston. Wright đã về nhà ở London để hồi phục vào tháng 9 trong khi bộ phim tiếp tục quay xung quanh nhân vật của cô. Dorothy Steel, người thể hiện vai trưởng lão Bộ lạc Thương nhân Wakanda trong phần phim đầu tiên, qua đời vào ngày 15 tháng 10; cô ấy đang trong quá trình quay lại vai trò của mình cho phần tiếp theo thì qua đời.
Vào cuối tháng 10, việc phát hành bộ phim bị trì hoãn đến ngày 11 tháng 11 năm 2022. Quá trình sản xuất chuyển đến Mary Ross Waterfront Park ở Brunswick, Georgia trước ngày 22 tháng 10, nơi quay phim từ ngày 28 tháng 10 đến ngày 2 tháng 11. Michael Torras, người quản lý của Brunswick Landing Marina, cho biết một con tàu du lịch dài 300 foot sẽ tham gia sản xuất vào những ngày tiếp theo, và hầu hết các cảnh quay đều diễn ra trên mặt nước. Matthew Hill, giám đốc cơ quan phát triển trung tâm thành phố Brunswick, cho biết hầu hết các cảnh được quay vào ban đêm. Đến ngày 5 tháng 11, việc quay những cảnh không cần đến Wright đã hoàn thành,  trước khi quá trình sản xuất bị gián đoạn vào ngày 19 tháng 11. Điều này là để phù hợp với vai bị gãy xương và chấn động của Wright, nghiêm trọng hơn so với xác định ban đầu và dự kiến sẽ không ảnh hưởng đến ngày phát hành của bộ phim.   Trung tâm Kiểm soát và Phòng ngừa Dịch bệnh (CDC) của Hoa Kỳ đã thực hiện các quy định mới vào ngày 8 tháng 11 yêu cầu công dân không phải là công dân Hoa Kỳ phải được tiêm phòng đầy đủ COVID-19 và cung cấp bằng chứng tiêm chủng trước khi đi du lịch đến đất nước. The Hollywood Reporter lưu ý rằng điều này có thể gây ra vấn đề cho việc Wright quay lại quay phim ở Atlanta vì cô ấy không phải là công dân Hoa Kỳ và được cho là không được tiêm phòng.  Vào giữa tháng 12, The Hollywood Reporter xác nhận rằng việc quay phim sẽ tiếp tục vào cuối tháng 1 năm 2022 tại Atlanta với sự tham gia của Wright; Feige, Moore, và nhà sản xuất điều hành Louis D'Esposito đã xác nhận khi bắt đầu gián đoạn rằng Wright là vai chính mới của bộ phim.
Quá trình quay phim được tiếp tục vào giữa tháng 1 năm 2022, với Wright đã hồi phục trở lại và dự kiến sẽ tiếp tục trong bốn tuần. Ban đầu dự kiến quay phim sẽ tiếp tục vào ngày 10 tháng 1 nhưng đã bị trì hoãn một tuần sau khi dàn diễn viên và thành viên phi hành đoàn, bao gồm cả Nyong'o, có kết quả xét nghiệm dương tính với COVID-19. Vào thời điểm đó, The Hollywood Reporter báo cáo rằng Duke đã thương lượng tăng lương cho sự trở lại của anh ấy vì vai trò của nhân vật được mở rộng trong phần tiếp theo. Tháng sau, Nyong'o tiết lộ rằng Danny Sapani sẽ đóng lại vai diễn trưởng bộ tộc Biên giới Wakandan trong phim.  Thorne đã hoàn thành việc quay các cảnh của mình trước ngày 13 tháng 3. Chụp ảnh bổ sung bắt đầu vào ngày 18 tháng 3, tại Puerto Rico, nơi quay phim chính thức  bọc vào ngày 24 tháng 3.

### Hậu kỳ
Vào tháng 6 năm 2022, Huerta xác nhận rằng anh sẽ xuất hiện trong bộ phim, và anh chính thức được công bố sẽ đóng vai Namor tại San Diego Comic-Con vào tháng tới, khi Coel, Mabel Cadena và Alex Livinalli cũng được tiết lộ sẽ lần lượt đóng vai Aneka, Namora, và  Attuma và Florence Kasumba đã được xác nhận là sẽ đóng lại vai trò của cô ấy là Ayo. Reshoots đã xảy ra với dàn diễn viên sau khi họ xuất hiện tại Comic-Con. Huerta mô tả chúng là "những mảnh ghép nhỏ còn thiếu". Vào cuối tháng 7, có thông tin tiết lộ rằng Kamaru Usman sẽ xuất hiện trong phim, trong khi Richard Schiff tham gia dàn diễn viên vào tháng 9. Michael P. Shawver trở lại với vai trò biên tập từ bộ phim đầu tiên.

## Âm nhạc
Vào tháng 9 năm 2021, có thông tin tiết lộ rằng Ludwig Göransson sẽ trở lại với tư cách là nhà soạn nhạc cho phần tiếp theo.
Black Panther: Wakanda Forever Prologue , một soundtrack phần mở rộng, được phát hành bởi Hollywood Records và Marvel Music vào ngày 25 tháng 7 năm 2022, và bao gồm bản cover ca khúc "No Woman, No Cry" của Bob Marley bởi ca sỹ Tems, được sử dụng trong đoạn giới thiệu teaser của bộ phim, "A Body, A Coffin" của  Amaarae, và "Soy" của Santa Fe Klan. Göransson đã sản xuất cả ba bài hát và đồng sáng tác "A Body, A Coffin" với Amaarae, Kyu Steed, KZ, Cracker Mallo và Maesu. Vào cuối tháng 10 năm 2022, có thông báo rằng đĩa đơn chính của bộ phim sẽ là "Lift Me Up" của Rihanna, được viết bởi Tems, Göransson, Rihanna và Coogler, như một lời tri ân tới Boseman. Nó đánh dấu sản phẩm âm nhạc đầu tiên của Rihanna kể từ năm 2016, và được phát hành vào ngày 28 tháng 10, thông qua Westbury Road, Roc Nation, Def Jam Recordings và Hollywood Records. Tems nói rằng cô ấy muốn viết một bài hát "miêu tả một vòng tay ấm áp từ tất cả những người mà tôi đã mất trong cuộc đời mình". "Lift Me Up" sẽ được giới thiệu trên nhạc phim, Black Panther: Wakanda Forever – Music From and Inspired By, sẽ được phát hành vào ngày 4 tháng 11 năm 2022 bởi Roc Nation, Def Jam Recordings và Hollywood Records.

## Tiếp thị
Cảnh quay đầu tiên của bộ phim được chiếu trong sizzle reel các bộ phim sắp tới của Disney trong buổi giới thiệu của hãng phim tại CinemaCon vào tháng 4 năm 2022. Feige, Coogler và dàn diễn viên đã quảng bá bộ phim tại San Diego Comic-Con năm 2022 cùng với buổi biểu diễn trực tiếp của ca sĩ Baaba Maal, người chơi tama Massamba Diop, và các vũ công và tay trống châu Phi khác và màn ra mắt của teaser trailer vào ngày 23 tháng 7 năm 2022. Nó có bản cover "No Woman, No Cry" của Bob Marley chuyển thành  Kendrick Lamar " Được thôi" (2015). Cả Leah Simpson và Giovana Gelhoren của People đều gọi cảnh quay là "mạnh mẽ",  trong khi Sandra Gonzalez của  CNN  cảm thấy đoạn giới thiệu kỷ niệm màn trình diễn của Boseman và viết "giữa nỗi đau đớn tràn ngập bản xem trước, có hy vọng, sự ra đời của cuộc sống mới (theo nghĩa đen) và một cái nhìn thoáng qua về tương lai, với một cái nhìn lén có móng vuốt của một anh hùng phù hợp mới". Viết cho IndieWire, Christian Zilko cũng cảm thấy đoạn giới thiệu kỷ niệm màn trình diễn của Boseman trong khi cũng nhấn mạnh rằng điều này là một thách thức "khó khăn" đối với Marvel Studios đối với tương lai của Black Panther, do Boseman là được coi là "một trong những nền tảng của MCU tiến lên phía trước" và hãng phim không lặp lại vai trò của anh ấy. 's Carson Burton của Variety và J. Kim Murphy cảm thấy đoạn teaser tập trung vào việc ai sẽ "khoác áo" Black Panther, chú ý đến sự hiện diện của một nhân vật bí ẩn ở cuối trailer. Đoạn giới thiệu đầu tiên đã nhận được 172 triệu lượt xem trong 24 giờ đầu tiên phát hành. Funko Pops cho bộ phim cũng được tiết lộ một ngày sau đó. 
Bộ phim đã được đưa vào một cuộn phim nóng hổi được chiếu trước các buổi chiếu trong Ngày chiếu phim quốc gia để làm nổi bật các bộ phim sắp tới của các hãng phim khác nhau. Coogler, Wright, Duke, Bassett và Huerta đã quảng cáo cho bộ phim tại D23 Expo năm 2022 với cảnh quay độc quyền, mà Aaron Couch từ The Hollywood Reporter  mô tả là một "chuỗi hấp dẫn". Một đoạn giới thiệu chính thức đã được phát hành vào ngày 3 tháng 10 năm 2022. EJ Panaligan tại  Variety  và Narayan Liu của Comic Book Resources đều gọi đây là một đoạn giới thiệu "thú vị" cung cấp một đoạn giới thiệu tốt hơn hãy nhìn vào trang phục mới của Black Panther, với việc Liu thêm vào đó là "một cốt truyện căng thẳng hơn tập trung vào sự mất mát, sức mạnh và các anh hùng" của MCU. Devan Coggan của Entertainment Weekly cho biết đoạn giới thiệu là "cái nhìn tốt nhất về tương lai của Wakanda", kết thúc bằng "một cái nhìn tuyệt đẹp trong bộ đồ Panther mới". Linda Codega của Gizmodo đã tìm thấy mọi thứ trong đoạn giới thiệu từ" âm nhạc, năng lượng, [và] cường độ "đến mức" không thể tin được "và cảm thán rằng bộ phim có vẻ là" hành động chính trị, ma thuật, và kiểu ngu ngốc mà người ta có thể mong đợi từ một bộ phim Marvel".
Vào tháng 10 năm 2022, Marvel hợp tác với Target cho một chiến dịch quảng cáo có Thorne đóng lại vai Riri Williams. Quảng cáo dài một phút do Malik Vitthal đạo diễn và cho thấy Williams đang làm việc trên bộ đồ Mark I Ironheart của cô ấy cùng lúc với một nhóm các cô gái da đen trẻ tuổi đang tạo ra bằng Lego. Williams nhìn thấy một trong những cô gái tại Target, người đã truyền cảm hứng cho cô ấy về nguồn năng lượng của bộ đồ của mình. Shannon Miller tại Adweek đã gọi quảng cáo này là "điều hiếm khi xảy ra trong tiếp thị chính thống" của hai cô gái STEM da đen tương tác với nhau. Quảng cáo giới thiệu một số bài hát theo chủ đề MCU Easter egg và bài hát "I Got the Juice" của Janelle Monáe có Pharrell Williams. Nó ra mắt trực tuyến vào ngày 16 tháng 10, với một buổi phát sóng trong  Bóng đá đêm thứ Hai  vào ngày hôm sau; Phiên bản thứ hai 30 và 15 cũng được tạo ra. Mối quan hệ đối tác của Marvel và Target cũng bao gồm hàng hóa độc quyền và trải nghiệm thực tế tăng cường trong các cửa hàng Target. Cũng trong tháng 10, Sprite Zero Sugar đã khởi động một chiến dịch tiếp thị để quảng bá phim từ Wieden+Kennedy và Momentum Worldwide. Ba tập của loạt phim Marvel Studios: Legends sẽ được phát hành vào ngày 4 tháng 11, khám phá T'Challa, Shuri, và Dora Milaje sử dụng cảnh quay từ các lần xuất hiện MCU trước đây của họ.

## Phát hành
Chiến binh Báo Đen: Wakanda bất diệt ra mắt toàn cầu tại Hollywood ngày 26 tháng 10 năm 2022. Phim phát hành tại Pháp vào ngày 9 tháng 11 năm 2022, và tại Hoa Kỳ vào ngày 11 tháng 11. Trước đây nó được lên lịch vào ngày 6 tháng 5 và sau đó là ngày 8 tháng 7 năm 2022. Bộ phim được phát hành tại rạp ở Pháp bất chấp thời gian chờ đợi 17 tháng của đất nước này khi phim có thể xuất hiện trên các dịch vụ phát trực tuyến sau khi ra rạp. Việc Disney quyết định phát hành Wakanda bất diệt tại các rạp chiếu đã được khuyến khích bởi chính phủ Pháp thừa nhận rằng trình tự thời gian truyền thông của họ cần được hiện đại hóa và dòng thời gian của họ để làm như vậy, sau khi trước đó đã chọn bỏ qua việc phát hành rạp chiếu phim của họ Strange World và phát hành trực tiếp cho Disney+. Theo lịch hiện tại, Wakanda bất diệt sẽ lần đầu tiên có mặt trên Disney+ ở Pháp vào đầu năm 2024. Đây sẽ là bộ phim điện ảnh cuối cùng trong Giai đoạn Bốn của MCU.
Theo The Hollywood Reporter , phim khó có thể được phát hành ở Trung Quốc, nhiều khả năng là do khắc họa mối quan hệ đồng giới giữa Ayo và Aneka. Việc loại bỏ cảnh này, cùng với một số chỉnh sửa khác, được thực hiện để bộ phim được phát hành tại Kuwait.

## Đón nhận

### Phòng vé
Tính đến ngày 14 tháng 12 năm 2022, Chiến binh Báo Đen: Wakanda bất diệt đã thu về 412,9 triệu đô la Mỹ tại Hoa Kỳ và Canada, và 359,1 triệu đô la Mỹ ở các vùng lãnh thổ khác, với tổng doanh thu toàn cầu là 772 triệu đô la Mỹ. Đây là bộ phim có doanh thu cao thứ năm trong năm 2022.
Theo The Hollywood Reporter, Chiến binh Báo Đen: Wakanda bất diệt dự kiến sẽ kiếm được 175 triệu đô la ở Bắc Mỹ vào cuối tuần công chiếu. Đến tháng 11 năm 2022, Boxoffice Pro ước tính doanh thu cuối tuần mở màn của phim ở Bắc Mỹ là từ 170–205 triệu đô la và dự kiến sẽ kiếm được 435–543 triệu đô la cho tổng doanh thu nội địa của phim. Bộ phim đã kiếm được 84 triệu đô la trong ngày đầu tiên, doanh thu cao thứ 10 mọi thời đại, bao gồm 28 triệu đô la từ các suất chiếu trước vào tối thứ Năm, doanh thu cao thứ ba của năm 2022. Phim tiếp tục thu về 181,3 triệu đô la trong ngày đầu công chiếu ngày cuối tuần.

### Phê bình
Trang web tổng hợp đánh giá Rotten Tomatoes đã báo cáo xếp hạng phê duyệt là 84% với xếp hạng trung bình là 7,2 / 10, dựa trên 327 bài đánh giá. Sự đồng thuận của các nhà phê bình trên trang web có nội dung: "Một lời tri ân sâu sắc giúp thúc đẩy nhượng quyền thương mại tiến lên một cách thỏa mãn, Black Panther: Wakanda Forever đánh dấu một chiến thắng đầy tham vọng và xứng đáng về mặt cảm xúc cho MCU." Trên Metacritic, bộ phim có số điểm trung bình là 67 trên 100, dựa trên 61 nhà phê bình, cho thấy "các bài đánh giá nhìn chung là thuận lợi". Khán giả được thăm dò bởi CinemaScore cho điểm trung bình của phim là "A" trên thang điểm từ A+ đến F, trong khi theo báo cáo PostTrak, các khán giả đã cho bộ phim điểm tổng thể tích cực là 93%, với 85% nói rằng họ chắc chắn sẽ giới thiệu bộ phim.
Kambole Campbell tại Empire Online đã chấm cho Black Panther: Wakanda Forever 4 trên 5 sao, nói rằng bộ phim "nổi bật so với thời đại có phần công thức của phim Marvel: được gắn kết với nhau bởi ý nghĩa hấp dẫn về địa điểm và bằng cách đóng vai trò như một bài điếu văn nồng nhiệt cho Chadwick Boseman" và cảm thấy rằng nó "giàu trí tưởng tượng và... có cơ sở, điều này làm cho việc nghiêng về cảnh tượng thống trị bằng CG thông thường có một chút chói tai." Campbell ca ngợi màn trình diễn của Wright, Duke, Bassett và Coel, đồng thời mô tả nhân vật của Huerta là "một điểm nhấn, một sự chuyển thể giàu trí tưởng tượng của nhân vật truyện tranh kỳ cựu, một người ở đây nói lên sự thật với nọc độc thuyết phục." Tom Jorgensen của IGN cho bộ phim 7 trên 10 điểm, nói rằng đây là "một lời chia tay hiệu quả, đầy cảm xúc đối với T'Challa - một sự suy ngẫm về việc hình thành tương lai của chính mình từ một quá khứ đau buồn - nhưng với một cốt truyện phải giới thiệu một quốc gia hoàn toàn mới và mở đường cho bộ phim. con đường cho một làn sóng truyện Marvel mới, nó phải vật lộn dưới sức nặng của tất cả những kỳ vọng đó." Jorgensen khen ngợi màn trình diễn của Bassett và Huerta, nhưng ông cảm thấy rằng Talokan đã không "[được] thiết lập... một cách duyên dáng như Black Panther đã làm ở Wakanda" và màn thứ ba của bộ phim "[đã] đẩy vận may của nó đi quá xa... với một sự lựa chọn chiến thuật được hình thành kém và khó hiểu về mặt logic".
Ann Hornaday của tờ Washington Post đã viết: "Wakanda bất diệt kết thúc với cảm giác bị đình trệ một cách vô vọng, che đậy việc không thể tiến lên bằng cách sử dụng các phân cảnh hành động lặp đi lặp lại, quá quen thuộc, nhịp điệu cảm xúc maudlin và một câu chuyện đôi khi không liên quan, đôi khi không mạch lạc." Nicholas Barber của BBC đã viết rằng phần tiếp theo gặp khó khăn do sự ra đi của Boseman, nhưng khen ngợi hiệu ứng hình ảnh và diễn xuất của Bassett, Wright và Lupita Nyong'o.

### Giải thưởng
| Giải thưởng                     | Ngày trao giải       | Hạng mục                             | Người nhận                                                        | Kết quả   | Nguồn   |
| ------------------------------- | -------------------- | ------------------------------------ | ----------------------------------------------------------------- | --------- | ------- |
| Hollywood Music in Media Awards | 16 tháng 11 năm 2022 | Best Original Score in a Sci-Fi Film | Ludwig Göransson                                                  | Đề cử     | [ 141 ] |
| Hollywood Music in Media Awards | 16 tháng 11 năm 2022 | Best Original Song in a Feature Film | Tems, Rihanna, Ryan Coogler, và Ludwig Göransson cho "Lift Me Up" | Đoạt giải | [ 141 ] |
| Hollywood Music in Media Awards | 16 tháng 11 năm 2022 | Song/Score — Trailer                 | "No Woman, No Cry" và "Alright"                                   | Đề cử     | [ 141 ] |

## Tương lai

### Phần phim tiếp theo
Vào tháng 11 năm 2022, Coogler và Feige đã tiết lộ rằng có phim thứ ba của Chiến binh Báo Đen.

### Phim truyền hình
Vào tháng 11 năm 2022, Moore tuyên bố rằng loạt phim Disney+ Ironheart sẽ đóng vai trò là phần tiếp theo trực tiếp của Wakanda bất diệt, với Thorne trở lại để đảm nhận vai Riri Williams / Ironheart trong dự án.